# 丁家乡 (广元市)
丁家乡，是中华人民共和国四川省广元市昭化区曾经下辖的一个乡。2019年12月，撤销丁家乡，将原丁家乡丁家社区、玉罗村、青龙村、湖溪村、断桥村划归虎跳镇管辖，原丁家乡双龙村所属行政区域划归太公镇管辖。

## 行政区划
丁家乡撤销前下辖以下地区：
湖溪村、玉罗村、断桥村、青龙村和双龙村。